# Silene undulata
Silene undulata là loài thực vật có hoa thuộc họ Cẩm chướng. Loài này được Aiton miêu tả khoa học đầu tiên.